# ホセ・フィゲーレス・フェレール
ホセ・マリア・イポリト・フィゲーレス・フェレール（スペイン語: José María Hipólito Figueres Ferrer、1906年9月25日 - 1990年6月8日）は、コスタリカの政治家。第32代、34代、38代のコスタリカ大統領を務めた。 大統領1期目には、コスタリカの常備軍を廃止し、銀行を国有化した。彼の思想は「フィゲーレス主義（Figuerismo）」と呼ばれる。 

## 生い立ち
1906年9月25日にアラフエラ州で4人兄弟の長男として生まれる。父親はカタルーニャ人の医師で、母親は教師でカタルーニャ州から移民してきていた。 
フィゲレスの母語はカタルーニャ語で、両親とはカタルーニャ語で話していた。1924年からアメリカのマサチューセッツ工科大学で工学について学ぶ。帰国後はコスタリカ国内の農場を買収し、麻袋や麻ロープ、木製品の製作などの事業を行なったり、農業に関する著作を発表した。

## 政治キャリア
1948年、暫定大統領に就任。 
34代、38代に渡り大統領に幾度となく就任し、軍の廃止、銀行国有化、女性参政権拡大、コスタリカ憲法における最低選挙権年齢の21歳から18歳への引き下げ、黒人差別の規定の廃止、コスタリカ国立大学並びにコスタリカ工科大学の創設など経済・内政の抜本的な改革を行った。安定的な長期政権と共に、社会保障費の拡充や他の左派政権のような独裁傾向に走らず、社会民主主義と高福祉を目指したフィゲーレスは今でも近現代コスタリカ史に大きな影響を与えている。 
10000コロン紙幣に彼の肖像と軍隊が描かれている。